# Поппо фон Остерна
Поппо фон Остерна (нім. Poppo von Osterna) — 9-й великий магістр Тевтонського ордену з 1252 по 1256 рік.

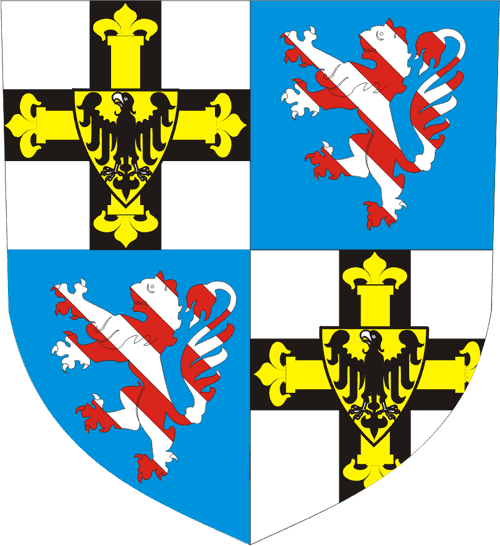
Герб великого магістра Поппо фон Остерна

Походив зі знатного лицарського роду з Франконії. Вступив до Ордену в 1228 році. Був в числі перших лицарів, що перебрались в Пруссію у 1233 році, де брав участь у будівництві Кульма - першого лицарського замку на нових землях. З 1240 року - Ландмейстер Тевтонського ордену в Пруссії.
У 1241 році брав участь в битві при Легниці. У 1242 році Поппо фон Остерна вирушив до Австрії з делегацією ордену з метою збору коштів для продовження війни з князем Святополком II Померанським. В 1244 році брав участь у військових діях проти Святополка.
З 1248 до 1253 року перебуває в Німеччині, де у 1253 році за підтримки проімператорської партії був обраний Великим магістром ордену. Проте пропапська меншість не погодилась із рішенням капітула та висунула Вільгельма фон Уренбаха на посаду Великого магістра, який 3 роки перебував в опозиції до Поппо фон Остерна.
Після свого обрання на посаду Великого магістра Поппо фон Остерна вирушив у Пруссію, де розпочав війну з ятвягами. У 1254 році на чолі делегації ордену вирушив в Богемію для переговорів з 
королем Оттокаром II, від якого отримав військову допомогу для походу на Самбію у 1254 та 1255 роках. Після завоювання Самбії Поппо фон Остерна розпочав будівництво декількох замків навколо Віслинської затоки, в тому чисті Кенігсберга.
У 1256 році подав у відставку з посади Великого магістра. Йому було надане в управління комтурство Регенсбург, де й помер у 1267 році.